# Estación Agustina
Agustina es una estación ferroviaria ubicada en la localidad del mismo nombre, partido de Partido de Junín, Provincia de Buenos Aires, Argentina.

## Servicios
Actualmente, no presta servicios de pasajeros ni de cargas en la actualidad.

## Historia
En el año 1900 fue inaugurada la Estación, por parte del Ferrocarril Buenos Aires al Pacífico, en el ramal a Santa Isabel.